# Сикана душистая
Сика́на души́стая, или Кассабана́на (лат. Sicana odorifera) — крупная травянистая лиана семейства Тыквенные, культивируемая ради съедобных плодов.

## Описание
Кассабанана — лиана длиной до 15 м с волосатыми обогнуто-сердцевидными листьями до 30 см длиной. Плод эллиптический, слегка искривлённый, 30-60 см длиной и 7-11,25 см шириной. Кора плода гладкая, глянцевая, имеет оранжево-красную, тёмно-бордовую, тёмно-фиолетовую или чёрную окраску. Внутри содержится оранжево-жёлтая или жёлтая сочная мякоть. В центре плода имеется мягкое мясистое ядро с многочисленными плоскими овальными семенами 16 мм длиной и 6 мм шириной.

## Распространение
Родина Кассабананы — Бразилия. Ещё до прихода испанцев она культивировалась в Перу и Эквадоре. В настоящее время выращивается во всей тропической Америке и на островах Карибского моря.

## Использование
Зрелые плоды режутся ломтиками и съедаются сырыми. Из них изготавливаются джемы и другие консервные изделия. Недозрелые плоды используются, как овощи в супах и тушённом мясе.